# Eumacronychia nigricornis
Eumacronychia nigricornis är en tvåvingeart som beskrevs av Allen 1926. Eumacronychia nigricornis ingår i släktet Eumacronychia och familjen köttflugor. Inga underarter finns listade i Catalogue of Life.